# Vecchi diavoli
Vecchi diavoli (The Old Devils) è un romanzo di Kingsley Amis pubblicato nel 1986. Il libro ha vinto il Booker Prize nello stesso anno, ed è stato adattato per la televisione dalla BBC nel 1992. A detta del figlio Martin Amis, questo è il lavoro migliore del padre.

## Trama
Alun Weaver, un noto e odioso autore, ritorna nel nativo Galles con la moglie Rhiannon, in passato ragazza del vecchio amico Peter Thomas. Weaver si unisce a un gruppo di amici, i quali hanno continuato a vivere in quei luoghi mentre lui era altrove. Tra di essi, oltre a Thomas, vi sono Malcolm Cellan-Davies e l'alcolizzato Charlie Norris. Durante una bevuta in casa di un altro conoscente, Weaver muore sul colpo, lasciando il resto del gruppo a raccogliere i pezzi della loro breve riunione.

## Edizione italiana
- Vecchi diavoli, collana Romanzi e racconti, traduzione di M. Gezzi, Milano, Baldini Castoldi Dalai, 2012, ISBN 978-88-6073-551-5.